# Теодорос Колокотронис
Теодорос Колокотронис (на гръцки: Θεόδωρος Κολοκοτρώνης) е Пелопонески водач по време на Гръцката война за независимост, и лидер на т. нар. руска партия.
Първоначалното име на неговия род е Τζεργίνης (Цергинис), като най-ранният известен член е Τριανταφυλλάκος Τζεργίνης (Триантафиллакос Цергинис). Според Колокотронис около 60 семейства са носили това име в Месения. Произходът на семейството е от село Рупаки (на границите на Месения и Аркадия), което в днешно време не съществува. В преброяването от 1461 – 1463 г., извършено от османците, Рупаки заявява, че е имало чисто гръцко население и наброява 21 къщи.
Произхожда по бащина линия от стар клефтски род. Баща му, Константинос Колокотронис, е офицер на руска служба. Майка му Замбия Коцаки произхожда от стария аркадски род Коцакис.
Подкрепя Йоан Каподистрия и за разлика от Йоанис Колетис не приема, и е в решителна опозиция срещу наложената баварократия. Осъден на смърт заради опит за държавен преврат през 1834 г. Присъдата, заедно с тази на сина му, е заменена от крал Отон I Гръцки на 20 години лишаване от свобода, а през 1837 г. е помилван и дори награден с държавен орден.
Синът му Янис Колокотронис е премиер на Гърция през 1862 г., а негов внук е Георгиос Колокотронис.